# Joachim Riedel
Hans-Joachim Wolfgang Riedel (* 1. Mai 1906 in Friedenau bei Berlin; † 30. November 1931 in Berlin-Zehlendorf) war ein deutscher Sänger und Theaterschauspieler.

## Leben und Wirken
Nach dem Schulabschluss absolvierte er eine Gesangs- und Schauspielausbildung. Danach war er als Sänger und Schauspieler tätig, zuletzt am Stadttheater in Annaberg im Erzgebirge. Er starb im Alter von 25 Jahren. Der Tod wurde von seinem Schauspielerkollegen Werner Plack (* 1907) standesamtlich angezeigt.